# Sours
Sours é uma comuna francesa na região administrativa do Centro, no departamento Eure-et-Loir. Estende-se por uma área de 32,89 km². Em 2010 a comuna tinha 2 155 habitantes (densidade: 65,5 hab./km²).